# Fuyajou Eden
Fuyajou Eden (不夜城エデン) ou Nightless City Eden é o nono álbum de estúdio da banda japonesa de rock Alice Nine, lançado em 29 de abril de 2020 em duas edições: a regular contendo apenas o CD e a limitada para o fã clube da banda contendo o CD mais dois DVDs.

## Visão geral
Após a saída da PS Company em 2014, a banda mudou o nome de Alice Nine. (アリス九號.) para A9. Em 2019, a banda voltou a usar seu nome antigo e "Fuyajou Eden" foi descrito como "o primeiro álbum em 11 anos do Alice Nine". O videoclipe de "Testament" foi ao ar no YouTube em 22 de março de 2020, mostrando uma mistura do som antigo e atual da banda.
O álbum foi produzido pelo produtor musical japonês nishi-ken. A canção "Tsumibito" (罪人) foi inspirada no mangá Children of the Whales.

## Recepção
Alcançou a 57° posição nas paradas da Oricon Albums Chart.

## Turnê
A turnê nacional de lançamento do álbum, chamada "Alice Nine. ONEMAN TOUR 2020「Fuyajou touhikou」" contou com doze datas pelo Japão. A primeira apresentação, em 28 de abril, foi limitada ao fã clube.

## Faixas

### Edição regular
| N.º            | Título                                                                      | Duração |  |
| 1.             | "Kakumei Kaika -epilogue-" (革命開花 -epilogue-)                            | 1:31    |  |
| 2.             | "Kakumei Kaika -Revolutionary Blooming-" (革命開花-Revolutionary Blooming-) | 3:49    |  |
| 3.             | "Babylon"                                                                   | 3:40    |  |
| 4.             | "Testament"                                                                 | 3:40    |  |
| 5.             | "Asobi" (游戏-ASOBI-)                                                       | 4:28    |  |
| 6.             | "Tsumibito" (罪人)                                                          | 3:39    |  |
| 7.             | "Cyan"                                                                      | 4:09    |  |
| 8.             | "Everlasting"                                                               | 4:06    |  |
| Duração total: | Duração total:                                                              | 29:02   |  |

### Edição limitada ao fã clube
| DVD 1 |                                                                             |         |  |
| N.º   | Título                                                                      | Duração |  |
| 1.    | "Cradle to Alpha"                                                           |         |  |
| 2.    | "Hana【hae･ne】" (華【hae･ne】)                                             |         |  |
| 3.    | "Kakumei Kaika -Revolutionary Blooming-" (革命開花-Revolutionary Blooming-) |         |  |
| 4.    | "Fuurin" (風凛)                                                             |         |  |
| 5.    | "Tender"                                                                    |         |  |
| 6.    | "Daybreak"                                                                  |         |  |
| 7.    | "Merry Christmas to U"                                                      |         |  |
| 8.    | "Shunkashuto" (春夏秋冬)                                                    |         |  |
| 9.    | "Gin no Tsuki Kuroi Hoshi" (銀の月 黒い星)                                  |         |  |

| DVD 2 |                        |         |  |
| N.º   | Título                 | Duração |  |
| 1.    | "Subete e" (すべてへ)  |         |  |
| 2.    | "the Arc"              |         |  |
| 3.    | "-Entr’acte-"          |         |  |
| 4.    | "GEMINI-0-eternal"     |         |  |
| 5.    | "GEMINI-Ⅰ-the void"    |         |  |
| 6.    | "GEMINI-Ⅱ-the luv"     |         |  |
| 7.    | "the beautiful name"   |         |  |
| 8.    | "Rainbows"             |         |  |
| 9.    | "Yami ni Chiru Sakura" |         |  |
| 10.   | "Memento"              |         |  |

## Ficha técnica

### Alice Nine
- Shou (将) – vocal
- Hiroto (ヒロト) – guitarra
- Tora (虎) – guitarra
- Saga (沙我) – baixo
- Nao (ナオ) – bateria